# Andrzej Kalisz
Andrzej Kalisz (ur. 18 marca 1953 w Kłodzku) – polski polityk, ekonomista i działacz partyjny, doktor nauk ekonomicznych, były wicewojewoda wrocławski.

## Życiorys
Syn Stanisława i Henryki. Absolwent Wydziału Informatyki i Zarządzania Politechniki Wrocławskiej, obronił doktorat nauk ekonomicznych i został nauczycielem akademickim. Działał w PZPR, będąc m.in. starszym instruktorem i specjalistą. Zajmował też stanowisko kierownika kancelarii I sekretarza Komitetu Wojewódzkiego PZPR we Wrocławiu i szefa partyjnej komórki w dzielnicy Stare Miasto.
W III RP był m.in. prezesem spółki wodno-budowlanej. Związał się z SLD, w 1994 i 1998 wybierano go do rady miejskiej Wrocławia. Od 23 stycznia 1995 do 20 listopada 1997 zajmował stanowisko wicewojewody wrocławskiego. W ramach pełnionej funkcji latem 1997 kierował Wojewódzkim Komitetem Przeciwpowodziowym, podjął wbrew wojewodzie decyzję o niewysadzaniu wału w Łanach w związku z protestami mieszkańców. W 2004 kandydował do Parlamentu Europejskiego z ramienia Socjaldemokracji Polskiej. Od 1997 zasiadał w zarządzie Związku Pracodawców Dolnego Śląska (części Pracodawców RP), od 2009 do 2015 jako jego przewodniczący. Od 2003 do 2020 należał do Wojewódzkiej Komisji Dialogu Społecznego.
Odznaczony Krzyżem Kawalerskim Orderu Odrodzenia Polski (2002). W 1997 otrzymał Złoty Krzyż Zasługi.